# FC Kärnten
Fußball Club Kelag Kärnten, ou apenas FC Kärnten, foi um clube de futebol austríaco, com sede em Klagenfurt, Devido a crise finaceira o time foi dissolvido em 2009. 

## Títulos
- Copa da Áustria de Futebol: 2001
- Erste Liga: 1981–82, 2000–01

## Copas europeias
- Q = Qualificação

| Temporada | Competição   | Rodada | País          | Clube                 | Casa | Fora | Agregado |
| --------- | ------------ | ------ | ------------- | --------------------- | ---- | ---- | -------- |
| 2001/02   | Copa da UEFA | 1      | Grécia        | PAOK                  | 0–0  | 4–0  | 0–4      |
| 2002/03   | Copa da UEFA | Q1     | Letónia       | HK Liepājas Metalurgs | 4–2  | 0–2  | 6–2      |
|           |              | 1      | Israel        | Hapoel Tel Aviv       | 0–4  | 0-1  | 1–4      |
| 2003/04   | Copa da UEFA | Q1     | Islândia      | Grindavik             | 2–1  | 1–1  | 3–1      |
|           |              | 1      | Países Baixos | Feyenoord             | 0–1  | 2–1  | 1–3      |

## Treinadores Famosos
- August Starek (1998–99)
- Walter Schachner (2000–02)
- Rüdiger Abramczik (2002–03)
- Dietmar Constantini (2003)
- Peter Pacult (2004–05)
- Nenad Bjelica (2007–09)